# Tantilla oaxacae
Tantilla oaxacae este o specie de șerpi din genul Tantilla, familia Colubridae, descrisă de William M. Wilson și Meyer 1971. Conform Catalogue of Life specia Tantilla oaxacae nu are subspecii cunoscute.